# Jenny Lind Island
Jenny Lind Island – wyspa należąca do Archipelagu Arktycznego, wchodzi w skład Regionu Kitikmeot w kanadyjskim terytorium Nunavut. Powierzchnia wyspy to 430 km², a najwyższy punkt wznosi się ok. 80 m n.p.m. Wyspa leży w zatoce Queen Maud Bay, około 120 km na południowy zachód od Cambridge Bay. Nazwa wyspy pochodzi od nazwiska szwedzkiej śpiewaczki operowej, Jenny Lind.

## Fauna
Jenny Lind Island jest częścią kanadyjskiego obszaru ważnego dla ochrony ptaków. Wśród żyjących na wyspie ptaków występują m.in. śnieżyca mała, śnieżyca duża oraz bernikla kanadyjska. Ponadto, na wyspie zaobserwowano małe stada piżmowołów.